# ATP de Hangzhou
O ATP de Hangzhou – ou Hangzhou Open, atualmente – é um torneio de tênis profissional masculino, de nível ATP 250.
Realizado em Hangzhou, no leste da China, estreou em 2024. Substituiu Zhuhai. Os jogos são disputados em quadras duras durante o mês de setembro.

## Finais

### Simples
| Ano  | Campeão     | Vice-campeão  | Resultado  |
| ---- | ----------- | ------------- | ---------- |
| 2024 | Marin Čilić | Zhang Zhizhen | 7–65, 7–65 |

### Duplas
| Ano  | Campeões                                     | Vice-campeões                      | Resultado         |
| ---- | -------------------------------------------- | ---------------------------------- | ----------------- |
| 2024 | Jeevan Nedunchezhiyan Vijay Sundar Prashanth | Constantin Frantzen Hendrik Jebens | 4–6, 7–65, [10–7] |